# Lucien Szpiro

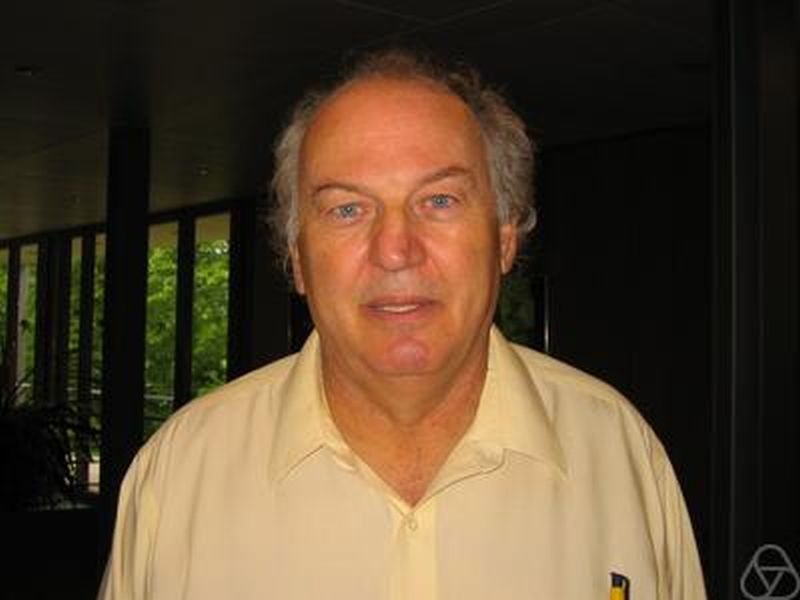
Lucien Szpiro 2005

Lucien Szpiro (* 23. Dezember 1941 in Paris; † 18. April 2020 ebenda) war ein französischer Mathematiker, der sich mit Zahlentheorie, arithmetischer algebraischer Geometrie und kommutativer Algebra beschäftigte.

## Leben
Szpiro war 1963 bis 1965 Hilfslehrer an einem Gymnasium. 1965 wurde er Assistent und danach Oberassistent an der Sorbonne. Ab 1969 forschte er (zunächst als Attaché de Recherches, dann Chargé de Recherches) für das CNRS an der Universität Paris VII. Er wurde 1971 bei Pierre Samuel an der Universität Paris-Süd XI in Orsay promoviert (Doctorat d’État). Seine Dissertation war auch von den Seminaren von Claude Chevalley, Alexander Grothendieck und Maurice Auslander beeinflusst. 1977 bis 1991 war er Maître de Recherches und dann Forschungsdirektor des CNRS an der École Normale Supérieure in Paris (Rue d’Ulm), dann Forschungsdirektor der Classe Exceptionelle an der Universität Paris in Orsay. Ab 1999 war er Professor am CUNY Graduate Center der City University of New York, wo er mit Dorian Goldfeld und Peter Sarnak ein gemeinsames New Yorker zahlentheoretisches Seminar leitete. Szpiro beschäftigte sich u. a. mit Arakelov-Theorie. Von Szpiro stammt eine Vermutung über das asymptotische Verhalten der (minimalen) Diskriminante {\displaystyle D} bezüglich der Größe des Führers {\displaystyle N} einer elliptischen Kurve:
{\displaystyle |D|={\mathcal {O}}(N^{6+\epsilon })}.
Anders ausgedrückt: für jedes {\displaystyle \epsilon >0} gibt es eine positive Konstante {\displaystyle K_{\epsilon }}, so dass {\displaystyle |D|<K_{\epsilon }N^{6+\epsilon }}. Führer und Diskriminante sind zwei wichtige arithmetische Invarianten elliptischer Kurven.
Aus dieser Vermutung folgt die abc-Vermutung. Szpiros Vermutung ist für modulare elliptische Kurven auch äquivalent zu einer Vermutung über das asymptotische Verhalten der Ordnung der Tate-Shafarevich-Gruppen der elliptischen Kurve, wie Szpiro mit Goldfeld zeigte.
Szpiros Vermutung, die er 1983 in Hannover vorstellte, war auch eine der Motivationen für die abc-Vermutung (Masser, Oesterlé 1985).
Er befasste sich auch mit der Theorie perfekter Komplexe, Geometrie und Dynamik von Höhen in der Zahlentheorie, Geometrie von Flächen, die über einer Kurve gefasert sind, kommutativer Algebra und projektiver Geometrie.
Zu seinen Doktoranden gehört Emmanuel Ullmo.
Er war unter anderem Gastprofessor oder Gastwissenschaftler an der Columbia University, am MSRI, am Tata Institute for Fundamental Research in Bombay, am IMPA in Rio de Janeiro, am Institute for Advanced Study, am Max-Planck-Institut für Mathematik in Bonn, am Mittag-Leffler-Institut, an der Universität Aarhus, an der Brandeis University und in Tokio. 1972 bis 1992 organisierte er jedes Jahr ein Oberwolfach-Seminar.
Szpiro erhielt 1987 den Prix Paul Doistau-Émile Blutet der Académie des Sciences für seine Arbeit in kommutativer Algebra und Algebraischer Geometrie und seinen Beitrag zu Faltings' Beweis der Mordellvermutung.
Er war Fellow der American Mathematical Society. 2014 wurde er als auswärtiges Mitglied in die Academia Europaea aufgenommen. 1991 bis 1993 war er Chefherausgeber von Astérisque.
Szpiro starb im April 2020 im Alter von 78 Jahren in Paris an Herzversagen.

## Schriften
- mit C. Peskine: Dimension projective finie et cohomologie locale. Applications à la démonstration de conjectures de M. Auslander, H. Bass et A. Grothendieck, Inst. Hautes Études Sci. Publ. Math., Band 42, 1973, S. 47–119.
- mit C. Peskine: Liaison des variétés algébriques, Invent. Math., Band 26, 1974, S. 271–302.
- Sur le théorème de rigidité de Parsin et Arakelov, Journées de Géométrie Algébrique de Rennes (Rennes 1978), Band 2, Astérisque, Band 64, 1979, S. 169–202.
- Sur les propriétés numériques du dualisant relatif d'une surface arithmétique, in: The Grothendieck Festschrift, Band 3, Progess in Mathematics 88, Birkhäuser 1990, S. 229–246
- mit E. Ullmo, S. Zhang: Équirépartition des petits points, Invent. Math., Band 127, 1997, S. 337–347.
- mit J. Pesenti: Inégalité du discriminant pour les pinceaux elliptiques à réductions quelconques, Compositio Math., Band 120, 2000, S. 83–117.
- mit T. Tucker: A Shafarevich-Faltings Theorem for rational functions, Quarterly Journal of Pure and Applied Mathematics, for the occasion of the sixtieth birthday of Fedor Bogomolov, Band 4, Nr. 3, 2008, S. 715–728.
- Szpiro „Conjecture de Mordell“, Seminar Bourbaki 1983/4